# Coppa Beihai Xinyi
La Coppa Beihai Xinyi è un torneo professionistico internazionale di Go, organizzato dalla Associazione cinese di go, dall'Assessorato sportivo della Regione autonoma del Guangxi e dal Governo popolare della municipalità di Beihai, e sponsorizzato dalla Beihai Xinyi Trading Company.
Alla competizione partecipano goisti professionisti provenienti da Corea del Sud, Repubblica Popolare Cinese, Giappone, Sud-Est asiatico e Repubblica di Cina (Taiwan), con rappresentanti selezionati anche dalla European Go Federation e dalla North American Go Federation; ogni federazione seleziona indipendentemente i propri rappresentanti.
La competizione usa le regole cinesi, con il Nero che concede un komi di 7,5 punti. Il tempo è di 2 ore, con 5 periodi di 60 secondi di byo-yomi. I premi della competizione sono di 1,8 milioni di yuan per il vincitore, 600.000 yuan per il finalista e 250.000 yuan per i semifinalisti.

## Albo d'oro
| Edizione | Anno | Vincitore    | Punteggio | Finalista   |
| -------- | ---- | ------------ | --------- | ----------- |
| 1        | 2025 | Wang Xinghao | 2–0       | Li Qincheng |

## Prima edizione

### Fase preliminare
L'Associazione cinese di go ha selezionato i seguenti 31 partecipanti: Ding Hao 9d, Li Xuanhao 9d, Lian Xiao 9d e Mi Yuting 9d come teste di serie; Gu Zihao 9d, Shi Yue 9d, Dang Yifei 9d, Zhou Ruiyang 9d, Yang Dingxin 9d, Wang Xinghao 9d, Li Weiqing 9d, Li Qincheng 9d, Zhao Chenyu 9d, Xu Jiayang 9d, Xie Ke 9d, Tu Xiaoyu 9d, Tan Xiao 9d, Xie Erhao 9d, Jiang Weijie 9d, Chen Xian 8d, Liu Yuhang 8d, Sun Tengyu 7d, Li Haotong 7d, Wang Yijin 6d, Zheng Daixiang 6d, Cai Jing 6d, Zhang Qiang 6d, Huang Jingyuan 6d, Lu Minquan 6d (donna), Wu Yiming 6d (donna), Zhou Zhenyu (dilettante) tramite tornei di qualificazione.
La federazione coreana ha selezionato 14 partecipanti, i primi tre per diritto, i seguenti 11 tramite tornei appositi: Shin Jin-seo 9d, Park Jung-hwan 9d, Byun Sang-il 9d, Park Yeong-hun 9d, Kim Ji-seok 9d, An Sung-joon 9d, Na Hyun 9d, Park Ming-yu 9d, Shin Min-jun 9d, Sul Hyun-jun 9d, O Yu-jin 9d (dal torneo riservato alle professioniste), Moon Min-jong 8d, Geum Ji-woo 5d, Kim Se-hyun 5d.
La federazione giapponese ha selezionato 10 partecipanti: Ichiriki Ryo 9d, Iyama Yuta 9d, Shibano Toramaru 9d come teste di serie; Seki Kotaro 9d, Kyo Kagen 9d, Ida Atsushi 9d, Hirose Yuichi 7d, Otake Yu 7d, Sakai Yuki 6d, Ueno Risa 3d (donna) tramite tornei di qualificazione.
Xu Haohong 9d è stato scelto come rappresentante taiwanese, mentre i restanti tre rappresentanti della delegazione di Taiwan sono stati scelti tramite dei tornei: Wang Yuanjun 9d, Lai Junfu 9d e Chen Qirui 8d.
Chen Zhaonian 1d e Alexander Qi 1d sono stati selezionati come rappresentanti nordamericani; Stanisław Frejlak 1d e Tanguy Le Calvé 1d come rappresentanti europei; il professionista malaysiano Chang Fukang 3d è il rappresentante del Sud-Est asiatico.

### Fase finale
|  | Semifinali 15 aprile 2025 Beihai | Semifinali 15 aprile 2025 Beihai | Semifinali 15 aprile 2025 Beihai |                 |                | Finali 17, 18, 19 aprile 2025 Beihai | Finali 17, 18, 19 aprile 2025 Beihai | Finali 17, 18, 19 aprile 2025 Beihai | Finali 17, 18, 19 aprile 2025 Beihai | Finali 17, 18, 19 aprile 2025 Beihai | Finali 17, 18, 19 aprile 2025 Beihai |  |
|  |                                  |                                  |                                  |                 |                |                                      |                                      |                                      |                                      |                                      |                                      |  |
|  | Tan Xiao 9d                      |                                  |                                  |                 |                |                                      |                                      |                                      |                                      |                                      |                                      |  |
|  |                                  |                                  |                                  |                 |                |                                      |                                      |                                      |                                      |                                      |                                      |  |
|  | Li Qincheng 9d                   | Li Qincheng 9d                   | N+R                              |                 |                |                                      |                                      |                                      |                                      |                                      |                                      |  |
|  | Li Qincheng 9d                   | Li Qincheng 9d                   | N+R                              |                 | Li Qincheng 9d | Li Qincheng 9d                       |                                      |                                      |                                      | 0                                    |                                      |  |
|  |                                  |                                  |                                  |                 | Li Qincheng 9d | Li Qincheng 9d                       |                                      |                                      |                                      | 0                                    |                                      |  |
|  |                                  |                                  | Wang Xinghao 9d                  | Wang Xinghao 9d | N+R            | B+R                                  |                                      | 2                                    |                                      |                                      |                                      |  |
|  | Wang Xinghao 9d                  | Wang Xinghao 9d                  | Wang Xinghao 9d                  | Wang Xinghao 9d | N+R            | B+R                                  | B+0,5                                | 2                                    |                                      |                                      |                                      |  |
|  | Wang Xinghao 9d                  | Wang Xinghao 9d                  |                                  |                 |                |                                      |                                      |                                      |                                      |                                      |                                      |  |
|  | Li Weiqing 9d                    |                                  |                                  |                 |                |                                      |                                      |                                      |                                      |                                      |                                      |  |

Le semifinali hanno visto incontrarsi solo goisti cinesi. Li Qincheng ha sconfitto Tan Xiao, mentre Wang Xinghao ha vinto di solo mezzo punto su Li Weiqing. La finale, al meglio dei tre incontri, ha visto Wang Xinghao vincere due incontri e aggiudicarsi la coppa.